# Igor Prijić
Igor Prijić (Osijek, 30 settembre 1989) è un calciatore croato, attaccante del NAŠK Našice.
Ha sempre militato nei campionati croati, in carriera vanta 34 presenze e 2 reti nella Prva HNL con l'Osijek, più 18 presenze e 7 reti in Coppa di Croazia con varie squadre.

## Carriera

### Club
Nasce ad Osijek, in Croazia (allora Jugoslavia), ed esordisce a 19 anni nella Prva HNL, fra le file del NK Osijek contro lo Šibenik, il 23 febbraio 2008. Secondo Tomislav Steinbrückner, suo allenatore nelle giovanili, e successivamente in prima squadra, Igor avrebbe dovuto essere un giocatore chiave nel NK Osijek. Sfortunatamente, a causa di alcuni problemi extra-calcistici, non ha mai avuto una vera possibilità nel suo club di casa. Dopo i prestiti con Pomorac e Marsonia 1909, nella stagione 2012-13 Igor si trasferisce al Segesta in 3. HNL Centro.
Il trasferimento al Segesta è deciso dall'allenatore dei biancorossi Hrvoje Braović. Il debutto avviene l'8 settembre 2012 contro l'Udarnik Kurilovec. Nella seconda gara, il 12 settembre contro il Dubrava, Igor entra nella storia del calcio croato moderno: segna la tripletta più veloce in soli 3 minuti e 45 secondi (la prima rete al 10º secondo, la seconda al 55º secondo e la terza 15 secondi prima dello scoccare del quarto minuto). A fine stagione, in 27 gare segna 37 reti ed il Segesta viene promosso in Druga HNL.
Dopo un lungo girovagare di club, nel 2016 Igor si accasa al Vinogradar in terza divisione, e qui, in 4 stagioni, vince sempre il campionato, ma il club non riesce mai ad ottenere la licenza per la categoria superiore. Nella stagione 2018-19, Igor segna 55 reti, cioè da solo ha segnato più di altre 39 squadre della categoria. Nel 2020 viene a mancare Ivan Rubinić, il "patron" dei biancoverdi: questo porta al ridimensionamento della società (che scende nei campionati regionali) ed allo svincolo di Igor, che può scegliere in quale club accasarsi.
Nell'estate 2020 Igor passa allo Jarun, ambiziosa società di Zagabria che ambisce a salire in Druga HNL (e ci riuscirà). L'idilio finisce a metà gennaio 2021, dopo 19 reti in 15 partite, Igor vuole rinegoziare il contratto ma la dirigenza non ci sta, questo porta il trasferimento di Igor al Mladost Ždralovi di Bjelovar, altra squadra interessata al salto di categoria.
Dopo aver perso il play-off promozione (il Mladost viene battuto dallo Jarun), il 14 ottobre 2021 Igor passa allo Zrinski Jurjevac.
Non avendo raggiunto un accordo con lo Zrinski per il rinnovo del contratto, il 18 luglio 2022 Igor firma per il Marsonia 1909.

### Nazionale
Igor viene convocato a 18 anni dalla nazionale Under-18 di calcio della Croazia. L'esordio avviene il 22 maggio 2007 contro la Bosnia Erzegovina ad Orašje. Con la Under-19 vanta 4 presenze e 3 reti (queste segnate contro Germania e Albania), disputa le qualificazioni al campionato europeo di calcio Under-19 2008.